# Kalanchoe laetivirens
Kalanchoe laetivirens ist eine Pflanzenart der Gattung Kalanchoe in der Familie der Dickblattgewächse (Crassulaceae).

## Beschreibung

### Vegetative Merkmale
Kalanchoe laetivirens ist eine ausdauernde Pflanze, die kurzstämmige Rosetten bildet und Wuchshöhen von 10 bis 20 Zentimeter erreicht. Ihre kurzen, stielrunden Triebe sind kahl und weisen einen Durchmesser von 4 bis 8 Millimeter auf. Die dicken, fleischigen, dicht angeordneten Laubblätter sind gestielt. Der stielrunde, stängelumfassende Blattstiel ist 4 bis 8 Zentimeter lang. Ihre längliche bis elliptische, der Länge nach wie eine Dachrinne gefaltete Blattspreite ist 7 bis 15 Zentimeter lang und 4 bis 7 Zentimeter breit. Ihre Spitze ist keilförmig, die Basis häufig zu zwei gerundeten, aufrechten Öhrchen vergrößert. Der Blattrand ist gleichmäßig gekerbt. An ihm werden zahlreiche Brutknospen ausgebildet.

### Generative Merkmale
Der Blütenstand besteht aus vielblütigen, ebensträußigen Zymen und erreichte eine Länge von 10 bis 20 Zentimeter. Die hängenden Blüten stehen an gebogenen, 3 bis 6 Millimeter langen Blütenstielen. Der Kelch ist grün oder gelblich grün bis rosafarben. Die zylindrische Kelchröhre ist 3,5 bis 4 Millimeter lang. Die dreieckigen, zugespitzten Kelchzipfel weisen eine Länge von 3 bis 3,5 Millimeter auf und sind 2,2 bis 2,5 Millimeter breit. Die Blütenkrone ist grünlich weiß, oder grünlich gelb, rosafarben bis purpurrosafarben getönt. Die zylindrische bis vierkantige Kronröhre ist 13 bis 16 Millimeter lang. Ihre eiförmig-länglichen gerundeten, aufrechten Kronzipfel weisen eine Länge von 7 bis 9 Millimeter auf und sind 5 bis 6 Millimeter breit. Die Staubblätter sind nahe der Basis der Kronröhre hin angeheftet und ragen leicht aus der Blüte heraus. Die eiförmigen Staubbeutel sind etwa 0,8 Millimeter lang. Die trapezähnlichen, gestutzten Nektarschüppchen weisen eine Länge von 1 bis 1,2 Millimeter auf und sind etwa 1 Millimeter breit. Das längliche Fruchtblatt weist eine Länge von 4,5 bis 5,5 Millimeter auf. Der Griffel ist 14 bis 18 Millimeter lang.

## Systematik und Verbreitung
Kalanchoe laetivirens ist im Südwesten von Madagaskar verbreitet.
Die Erstbeschreibung durch Bernard M. Descoings wurde 1997 veröffentlicht.

## Nachweise